# A Bargain With God

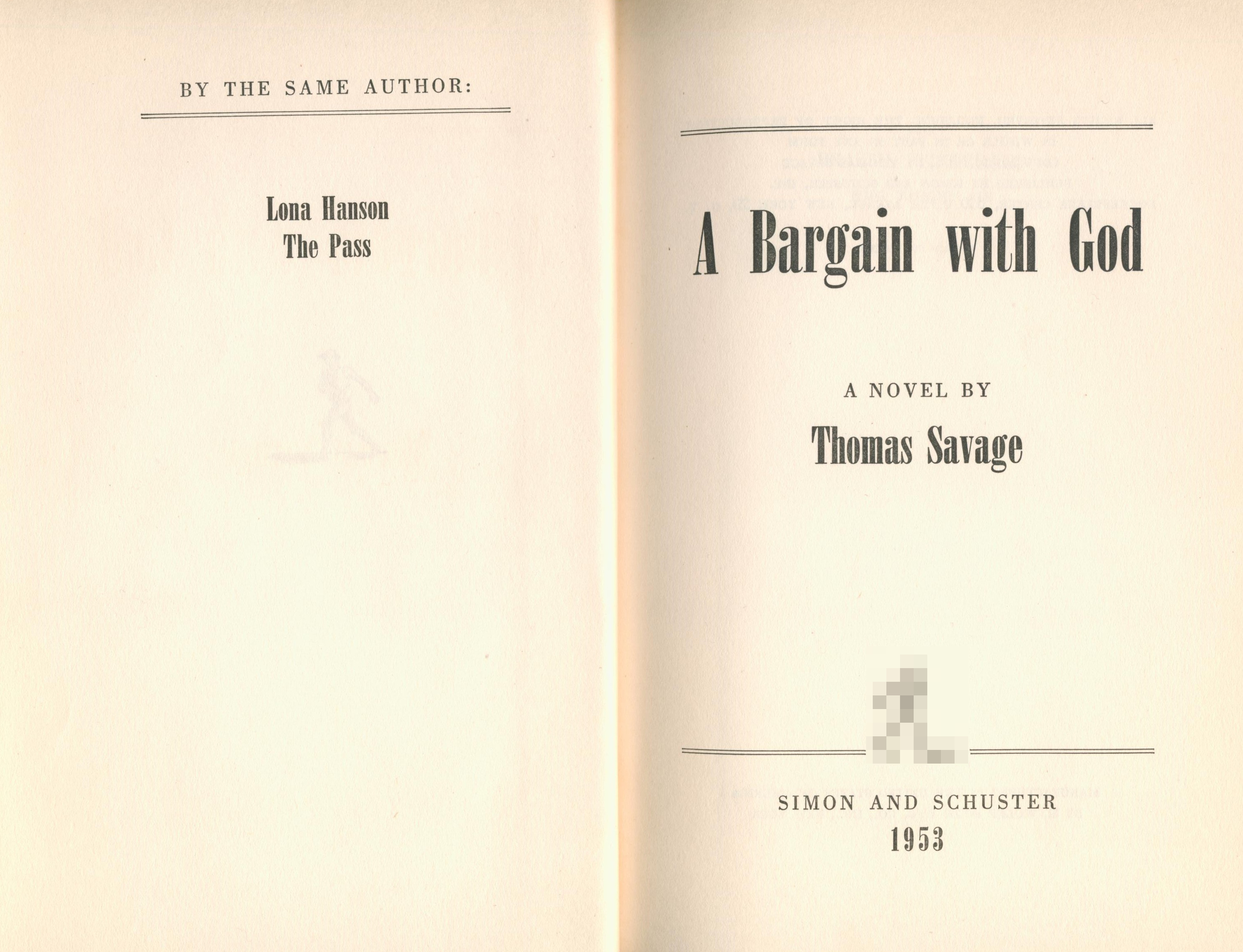
Titelblatt der Originalausgabe aus dem Jahr 1953

A Bargain With God ist ein Roman des US-amerikanischen Schriftstellers Thomas Savage aus dem Jahr 1953. Es war der dritte Roman des Autors und der erste, der nicht im amerikanischen Westen spielte. Als stark gekürzte Ausgabe erschien A Bargain With God unter dem Titel Der Pfarrer von Beacon Hill im Herbst 1955 als Teil der Reader’s Digest Auswahlbücher auf Deutsch.

## Handlung
Der alte Father Raymond Thomas Ferris steht einer nur 70 Personen großen anglikanischen Gemeinde in Beacon Hill, Boston, vor. Sein Gotteshaus, die Markuskirche in der Bowdoin Street, ist alt und heruntergekommen, die Gemeindemitglieder gehören zu den ärmsten der Stadt. Father Ferris’ größte Errungenschaft ist ein an die Kirche angrenzender Spielplatz, gebaut auf Kirchengrund und einziger Ort für die Kinder der Gegend, die er so von der Straße geholt hat. Der Geistliche lebt bescheiden und das Gemeindeleben beruht nicht zuletzt auf dem großen persönlichen Engagement der einzelnen Mitglieder.
Eines Tages findet Father Ferris in der Sammelbüchse der Kirche einen 100-Dollar-Schein. Zunächst plant er, den unverhofften Geldsegen für ein neues Messgewand zu nutzen, da er die reichverzierten Gewänder beim befreundeten Father Casey der wohlhabenden katholischen Kirche unweit der Markuskirche immer bewundert hat. Als er jedoch erfährt, dass das alte, kauzige Ehepaar Long Mietschulden bei Vermieterin Lydia Brumall hat und ihnen die Obdachlosigkeit droht, begleicht er die ausstehenden Zahlungen in Höhe von 90 Dollar. Lydia Brumall lebt in einem Haus gegenüber der Markuskirche. Sie ist kinderlos und sehr wohlhabend, da ihr Vater als Knopffabrikant zu Vermögen gekommen war. Mit ihrem Erbe kaufte sie einst alte Häuser in Beacon Hill auf und ließ in ihnen Wohnungen errichten, die sie seither vermietet. Sie ist eine faire Vermieterin, hat jedoch nie Anschluss zu den Gemeindemitgliedern gefunden; auch zu ihrer Familie hat sie kaum Kontakt. Obwohl selbst anglikanisch, besucht sie eine andere Kirche weiter weg, die von wohlhabenderen Einwohnern Bostons bevorzugt wird. Kurz nach dem Besuch von Father Ferris sucht sie zum ersten Mal die Markuskirche auf, um dem Geistlichen die zehn Dollar zurückzugeben, die er ihr zu viel gezahlt hat.
Die kleine Gemeinde wird erschüttert, als in der Wohnung des jungen Paares Jebby und Johnny Moss ein Feuer ausbricht. Beim Brand kommt die kleine Tochter des Paares ums Leben. Die gläubige Jebby, die Father Ferris schon als kleines Mädchen kannte, verfällt in tiefe Trauer und verliert ihren Lebenswillen. Atheist Johnny, ein fleißiger und hervorragender Automechaniker, reagiert hilflos und auch Father Ferris weiß nicht, wie er Jebby helfen kann. Sie besucht keine Gottesdienste mehr und will bei einem Besuch von Father Ferris auch nicht das Abendmahl nehmen. Johnny besucht Father Ferris, der ihm rät, zu beten und an Wunder zu glauben. Er soll die Vergangenheit hinter sich lassen, wie auch Jebby die Vergangenheit eines Tages vergessen wird. Johnny wirft daraufhin heimlich eine Stoffpuppe weg, die seiner Tochter gehört hatte und die Jebby seither immer bei sich hatte. Er betet, dass Jebby den Weg aus dem Elend finde. Kurz darauf entschließt sich Jebby, Johnny zu verlassen. Sie ist enttäuscht, dass Johnny die Puppe entsorgt hat, die sie gerne bei sich hätte. Johnny, der erkennt, dass die Puppe über das Schicksal ihrer Beziehung entscheiden wird, verspricht, sie wiederzuholen. Er begibt sich heimlich auf die Müllhalde der Stadt und sucht die Puppe, wird jedoch schwer verletzt, als ein Müllberg unter ihm nachgibt. Die Angestellten der Müllhalde legen ihn vor dem Gelände ab, da sie Angst haben, wegen seines Unfalls belangt zu werden. Ein Busfahrer findet Johnny bewusstlos vor und bringt ihn ins Krankenhaus. Hier findet ihn Father Ferris, der einmal in der Woche mit den Patienten Pachisi spielt. Johnny klagt ihn an, dass es keine Wunder gäbe. Kurz darauf erscheint Jebby. Der Unfall ihres Mannes hat ihr bewusst gemacht, wie viel ihr Johnny bedeutet.
Father Ferris erkennt unterdessen, dass sich der Zustand der Kirche immer mehr verschlechtert: Die Stromleitungen sind desolat, Rohre verstopfen immer wieder, das Kirchendach ist undicht, sodass es hereinregnet, und eines Tages zieht sich durch das Mauerwerk ein großer Riss. Einer der Spatzen, die rund um Father Ferris’ Kirche leben und die er als Symbol der Kirche ansieht, ist eines Tages tot. Die Kinder beerdigen ihn auf dem Spielplatz. Bald darauf wird Father Ferris von einem Geschäftsmann aufgesucht, der weiß, in welch schlechtem Zustand die Kirche ist. Er bietet an, den Grund des Spielplatzes zu kaufen; der Verkaufspreis würde die notwendigen Kosten für die Instandhaltung der Kirche mehr als decken. Andernfalls muss die Kirche wegen Baufälligkeit gesperrt werden. Father Ferris, der den Kindern erst kürzlich versprochen hat, dass der Spielplatz bleibt, lehnt einen Verkauf ab. Wenig später erscheint Johnny bei ihm und bringt die Nachricht, dass sich das von Father Ferris versprochene Wunder doch ereignet habe: Jebby ist erneut schwanger und das Kind soll später in der Markuskirche getauft werden. Der Geistliche eröffnet Johnny, dass dies nicht möglich sein wird, weil die Markuskirche bald abgerissen werden wird. Johnny will helfen; als Father Ferris das ihm angebotene Geld ablehnt, betet Johnny für ihn. Father Ferris selbst glaubt, dass kein Wunder die Kirche retten kann.
Lydia Brumall hilft im Stadtpark spontan einem kleinen Jungen vor der Polizei. Von ihm erfährt sie, dass die Kinder der Gegend nicht mehr den Spielplatz der Markuskirche betreten dürften, weil die Kirche als einsturzgefährdet gilt. Lydia Brumall hat bereits vor einiger Zeit begonnen, ihr Leben neu zu bewerten, da sie von einer schweren Grippe genesen ist und keiner ihrer Verwandten bei ihr war. Father Ferris jedoch besuchte sie eines Nachmittags und beide verbrachten eine vergnügte Zeit beim Pachisi-Spiel. Sie entschließt sich, ihren letzten Lebensjahren einen Sinn zu geben und ihren Wohlstand zu nutzen, um die Kirche zu retten.

## Hintergrund und Veröffentlichung
A Bargain With God war nach The Pass (1944) und Lona Hanson (1948) der dritte Roman, den Thomas Savage veröffentlichte. Waren die beiden ersten Romane auf Ranches im amerikanischen Westen und in den ersten beiden Jahrzehnten des 20. Jahrhunderts angesiedelt, widmete sich Savage in seinem dritten Roman erstmals der Gegenwart. Die Handlung ist in Savages damaligem Wohnort Boston angesiedelt. Die Bowdoin Street und das Viertel Beacon Hill existieren tatsächlich, die Markuskirche ist fiktional, auch wenn auf der Bowdoin Street die anglikanische Johanneskirche steht.
Savage schrieb den Roman, nachdem er mit Lona Hanson seinen ersten literarischen Erfolg gehabt hatte. Während der Arbeit an A Bargain With God war er als Assistenzprofessor Dozent für Schreiben und Literatur an der Brandeis University in Waltham tätig. In einem späteren Interview konstatierte Savage, dass der Versuch, gleichzeitig zu lehren und zu schreiben, ihn verrückt gemacht habe.
A Bargain With God erschien 1953 bei Simon & Schuster. Es war neben Lona Hanson der einzige Roman, den Savage in dem Verlag veröffentlichte. Das Werk ist seinem Mentor und Schwiegervater Brassil Fitzgerald gewidmet („For Brassil Fitzgerald, who taught me“). Die Handlung umfasst 23 Kapitel. Die Coverillustration von Wilhelm Lohse zeigt Father Ferris und die Kinder vor der alten Kirche. Auf dem Umschlagrücken ist neben einer Kurzbiografie von Thomas Savage auch ein Porträtfoto des Autors zu sehen, das von Brandeis-Fotograf Ralph Norman stammt.
Im Herbst 1955 erschien der Roman im Rahmen der Reader’s Digest Auswahlbücher in gekürzter Form unter anderem auf Englisch und unter dem Titel Der Pfarrer von Beacon Hill auch in Deutschland. Es war somit das erste Werk Savages, das ins Deutsche übersetzt wurde; die Übersetzung stammt von Friedrich Maria Lehnitz. Weitere Titel des Sammelbandes waren Marie Killileas Karen, Barnaby Conrads Der Matador, Jacques-Yves Cousteaus Die schweigende Welt und Patrick Quentins Die Spinne. Außer Savages Buch waren alle anderen Werke zu diesem Zeitpunkt bereits in Langform auf dem deutschen Buchmarkt erhältlich. Für die Kurzfassung wurde der Roman von mehr als 240 auf 77 Seiten gekürzt, wobei die Reader’s-Digest-Ausgabe zusätzliche Illustrationen von Lealand R. Gustavson enthält. Entfallen sind sämtliche Abschweifungen von der Haupterzählung, die typisch für Savages Erzählstil sind. Zudem entfielen einige Nebenhandlungen, so der Besuch der wohlhabenden Eleanor Simms bei Lydia Brumall, die über ihr Luxusleben berichtet und ihre Freundin nach Italien einlädt, was Lydia Brumall ablehnt, und die dramatische Rettungsfahrt des Busfahrers, der den verletzten Johnny Moss ins Krankenhaus bringt. Savage lobte die gekürzte Fassung in einem Interview 1954.
Der Roman wurde Savages meistvermarktetes und neben Lona Hanson kommerziell erfolgreichstes Buch. Die Veröffentlichung in gekürzter Form erfolgte in vier verschiedenen Sprachversionen, doch erschien A Bargain With God auch als Einzelausgabe international, so beispielsweise 1963 in Italien unter dem Titel Un buon affare con Dio.
Savage lehnte das Buch, wie auch den Vorgänger Lona Hanson, als zu sentimental ab und fand ihn 1993 rückblickend einen der schlechtesten Romane, die er je geschrieben habe. In seinem stark autobiografischen Roman Mein Bruder – meine Schwester schrieb er zu A Bargain With God: „Einige Jahre zuvor hatte ich einen Roman über Gott und ein Wunder in einer Kirche von Boston geschrieben […] Es war mein schlechtestes Buch, und es hat das meiste Geld gebracht, weil die Menschen es nötig haben, an Wunder zu glauben.“ Savage zog sich in der Folge aus dem Literaturbetrieb zurück und veröffentlichte in den nächsten 14 Jahren mit Trust in Chariots (1961) nur einen weiteren Roman.

## Rezeption
Die christliche Kritik lobte A Bargain With God als „ein schönes Buch, das man lesen muss, um es zu schätzen“. Ein Geistlicher im Dienst der United States Navy nutzte den Roman im Rahmen von modernen Gottesdiensten, wobei sich junge Soldaten seiner Ansicht nach am meisten mit Johnny Moss identifizierten. Die New York Times lobte das Buch, das Fragen stelle und sie in „humanistischer, glaubhafter“ Art behandele. Die Charakterzeichnungen und -motivationen seien solide und akkurat; kritisiert wurden Abschweifungen und Tendenzen zu „katechetischen Frage-Antwort-Passagen“. Dennoch sei das Buch eine „erfrischende Abwechslung zu Romanen voller Verzweiflung und Freud’schem Nebel“. Für die Saturday Review war A Bargain with God eine „warmherzige Fabel“.
Andere Kritiker verrissen den Roman mit „seifenopernhaften Wundern“, voller „schäbiger religiöser Symbolik“ und Prosa, die auf die Tränendrüse drücke; der Roman sei ekelhaft („disgusting“) und habe die „falsche Frömmigkeit einer bestimmten Art von Berufsbettlern“. O. Alan Weltzien nannte den Roman 2020 eine „sentimentale Parabel“ und zog Parallelen zum 1945 erschienenen Film Die Glocken von St. Marien. Sue Hart befand 1995, dass nachvollziehbar sei, dass der Roman zum Zeitpunkt der Veröffentlichung 1953 so erfolgreich war, da es eine einfachere und optimistischere Zeit war. In den 1990er-Jahren mag der Roman naiv erscheinen, doch stelle er nach wie vor Fragen, die auch heute noch relevant seien.

## Verfilmung
Im Jahr 1953 wurde das Buch im Rahmen der Serie Studio One unter der Regie von Paul Nickell für das Fernsehen verfilmt. Die Ausstrahlung erfolgte am 16. November 1953 auf Channel 7. Savage bezeichnete die Verfilmung in einem Interview 1954 als furchtbar („they did a terrible job on it“), lobte jedoch die Dialoge.